# La metamorfosi
La metamorfosi (Die Verwandlung in tedesco) è un racconto dello scrittore boemo Franz Kafka pubblicata per la prima volta nel 1915 dal suo editore Kurt Wolff a Lipsia.
All'inizio del racconto il protagonista Gregor Samsa si risveglia una mattina ritrovandosi trasformato in un enorme insetto. La causa di tale mutazione non viene mai rivelata. Tutto il seguito del racconto narra dei tentativi compiuti dal giovane Gregor per cercar di regolare, quanto possibile, la propria vita a questa sua nuova particolarissima condizione mai vista prima, soprattutto nei riguardi dei genitori, della sorella e col suo datore di lavoro.

## Trama
Una mattina il giovane Gregor si accorge al suo risveglio di essersi trasformato in un insetto. Questo cambiamento non è facile da accettare per lui, ma soprattutto per la sua famiglia, composta dai due genitori e da una sorella minore. Vari episodi porteranno il protagonista a riflettere sulle sue condizioni prima e dopo la trasformazione e questo lo porterà a prendere una decisione drastica.

### Parte I
Gregor Samsa, un commesso viaggiatore che grazie al suo lavoro mantiene la propria famiglia, si risveglia un mattino nelle sembianze di un orrido e gigantesco insetto. In un primo momento crede che si tratti solamente di un brutto sogno; ciò non gli impedisce infatti di riflettere su quanto priva di autentiche gioie sia la vita che sta conducendo. Guardando subito dopo l'orologio a muro si accorge di avere dormito troppo, e che se non si sbriga subito perderà il treno, con la conseguenza di arrivare in ritardo al posto di lavoro e dovere quindi dare spiegazioni al proprio capo.
La madre, accortasi che il figlio non è ancora partito, preoccupata, bussa alla porta della sua stanza, una cosa che non è solita fare; chiede spiegazione al figlio, convinta che sia malato. Gregor risponde cercando di tranquillizzarla, assicurandole che sarebbe uscito quanto prima per prendere almeno il treno delle sette, anche se ciò non gli avrebbe evitato di arrivare, per la prima volta dopo tanti anni, in ritardo sul lavoro. Si rende conto però che la sua voce è impercettibilmente cambiata.
Anche la sorella Grete, con cui ha sempre avuto un rapporto molto affiatato, gli sussurra attraverso la porta pregandolo di aprire: a questo punto tutti i membri della famiglia cominciano seriamente a pensare che lui sia davvero malato. Gregor intanto sta cercando di alzarsi dal letto, ma gli risulta del tutto impossibile muovere il corpo; mentre sta provando a spostarsi si accorge che il suo capo-ufficio, il procuratore, è appena giunto presso la sua abitazione per capire il motivo dell'assenza ingiustificata del suo sottoposto alla partenza del convoglio delle cinque.
Nella sua nuova situazione Gregor risulta nel frattempo in grande difficoltà nei movimenti, e dopo essere finalmente riuscito con immani sforzi a rotolare con il corpo a terra, per l'ennesima volta ripete a tutti che presto aprirà la porta della propria stanza. Il procuratore spazientito lo avverte delle conseguenze a cui rischia di andare incontro se persevera con questo atteggiamento, fino a minacciarlo di licenziamento: aggiunge inoltre che i risultati da lui conseguiti recentemente son stati del tutto insoddisfacenti.
Gregor non è d'accordo e prova a rispondere, ma oramai nessuno riesce a comprendere ciò che sta dicendo; riesce infine a sbloccare il chiavistello della porta con la bocca. L'uscio si schiude, facendo prima retrocedere fino alla rampa delle scale e poi fuggire fuori dall'appartamento l'inorridito ospite e lasciando impietriti i familiari. La madre di Gregor sviene, mentre il padre lo ricaccia dentro la camera utilizzando il bastone lasciato dal procuratore, un giornale arrotolato e picchiando i piedi per terra in modo da spaventarlo.
Gregor rimane addolorato e il padre richiude la porta a chiave: la vista di ciò che Gregor è diventato ha scatenato forti reazioni di orrore. Gregor, esausto, si addormenta.

### Parte II
Il giovane, risvegliatosi, vede che qualcuno gli ha lasciato del latte e un po' di pane; inizialmente entusiasta, scopre però in fretta che non ha più alcun gusto per il latte. Decide poi di stabilirsi sotto il divano. La mattina dopo la sorella, vedendo che non ha toccato il latte, lo sostituisce con avanzi di cibo in decomposizione, che Gregor mangia con gusto.
Da questo momento in poi inizia una routine in cui la sorella lo nutre e pulisce la stanza, mentre Gregor sta nascosto sotto al divano per non spaventarla. A Gregor non rimane che passare il suo tempo ad ascoltare attraverso il muro i discorsi dei familiari; spesso essi discutono della difficile situazione finanziaria in cui improvvisamente si sono venuti a trovare, ora che Gregor non è più in grado di badare a loro. Neppure Grete potrà più frequentare le tanto desiderate lezioni di violino al conservatorio.
Più il tempo passa e più Gregor pare trovarsi a proprio agio dentro al suo nuovo corpo, inizia difatti a scalare le pareti e correre sul soffitto allegramente; Grete, scoperto il nuovo passatempo del fratello, decide di rimuovere alcuni dei mobili così da lasciargli più spazio. Cercando però di non fare portare via un quadro appeso al muro (che raffigura una donna in pelliccia), Gregor vi si posa sopra facendo svenire la madre. Corre fuori dalla stanza fino in cucina, dove il padre lo vede e gli lancia contro alcune mele, una delle quali si conficca nella sua schiena-corazza.
Gregor è ora gravemente ferito e i suoi movimenti divengono difficili e dolorosi.

### Parte III
Una sera la porta della camera di Gregor viene lasciata aperta per errore, mentre Grete in soggiorno sta suonando il violino per i genitori e i tre nuovi pigionanti che hanno dovuto accogliere in casa per avere un po' di entrate extra; il fratello, ascoltandola, ne rimane fortemente impressionato ed esce dalla stanza per ascoltare meglio. Subito dopo viene però scorto e il padre cerca di ricacciarlo indietro; i tre inquilini, ignari fino a quel momento della presenza di Gregor, annunciano che sarebbero andati via ma senza pagare l'affitto a causa delle convivenza che avevano scoperto fare con l'insetto, alla fine dopo la morte di Gregor sono stati scacciati dal padrone di casa che li ha buttati fuori.
Dopo poco tempo Grete trova un impiego e Gregor resta completamente abbandonato a se stesso: il padre è d'accordo sul fatto che devono sbarazzarsi di Gregor il prima possibile per evitare di finire in rovina. Il rifiuto da parte della sua famiglia e la percezione di gravare sulle loro già scarse finanze senza potere contribuire in alcun modo fanno piombare Gregor in uno stato di depressione tale da condurlo a rifiutare il cibo offertogli, fino a giungere a una morte lenta. Ha deciso così di liberare la famiglia dalla propria presenza.

## Personaggi

### Gregor Samsa
Protagonista del racconto, lavora come commesso viaggiatore per mantenere economicamente la sua famiglia, composta dai suoi genitori e sua sorella. Svegliatosi un giorno trasformato in un insetto, a seguito della metamorfosi Gregor non riesce più a muoversi abilmente né a lavorare, e resta di conseguenza confinato nella sua stanza per la maggior parte del racconto. La sua assenza comporta la necessità per i familiari di tornare a lavorare, cosa che genera grande vergogna in Gregor, il quale avrebbe anche volentieri pagato la retta per iscrivere sua sorella Grete al conservatorio.

### Grete Samsa
Sorella minore di Gregor, del quale inizia a prendersi cura a seguito della metamorfosi. Con il tempo il loro stretto legame si affievolisce: se inizialmente si offre volontaria per dargli da mangiare e pulire la sua stanza, diviene sempre più impaziente e indifferente verso il fratello, lasciando la sua stanza in disordine e disinteressandosi di lui e di quanto mangia. Grete è disgustata da Gregor, e di conseguenza apre sempre la finestra prima di entrare nella stanza per evitare di sentirsi nauseata, non entrando nemmeno nel caso in cui Gregor non si sia precedentemente nascosto sotto il divano. Aspirante violinista, Grete sogna di studiare al conservatorio, ma per aiutare la famiglia a seguito della metamorfosi del fratello inizia a lavorare come commessa. Grete è la prima persona a suggerire di sbarazzarsi di Gregor a seguito dell'incidente con i pigionanti. Al termine del racconto i genitori si rendono conto di come sia divenuta più bella, e considerano l'idea di trovarle un marito.

### Il signor Samsa
Padre di Gregor e Grete, a seguito della metamorfosi del figlio è costretto a tornare al lavoro per mantenere la famiglia. Si dimostra molto duro verso il figlio, colpendolo fisicamente in varie occasioni temendo che possa far del male alla famiglia. In una di queste occasioni una mela scagliata dal padre ferisce gravemente Gregor.

### La signora Samsa
Madre di Gregor e Grete, è una casalinga sottomessa e cagionevole (il suo soffrire di asma è una continua fonte di preoccupazioni per Gregor). Seppur sconvolta dalla trasformazione del figlio, decide in ogni caso di entrare nella stanza. La visione del nuovo corpo del figlio, posatosi su un quadro appeso al muro, la spaventa così tanto da farla svenire.

### Il procuratore
Gregor Samsa lavora in una ditta, e dal momento in cui non si presenta all'orario stabilito in ufficio, il procuratore si reca direttamente in casa Samsa per informarsi circa le motivazioni che gli hanno impedito di partire con il treno dell'alba e di arrivare al lavoro.

### La domestica
Un'anziana vedova assunta dalla famiglia Samsa a seguito della richiesta di licenziamento della precedente domestica, terribilmente spaventata dalla metamorfosi di Gregor. Oltre a Grete e al signor Samsa, la domestica è l'unica persona che entra in contatto con Gregor, ed è l'unica a non aver alcuna paura di esso, tanto da non chiedersi nulla sul perché del suo strano aspetto. Al termine del racconto è lei a scoprire del decesso di Gregor e a sbarazzarsi di sua iniziativa del suo corpo, comunicandolo alla famiglia.

### I tre pensionanti
A causa dei problemi economici, una camera dell'appartamento in casa Samsa viene affittata a tre signori, tipi molto seri. Tutti e tre sembrano sofisticati e hanno una gran barba; la famiglia Samsa pone molta attenzione all'accoglienza degli ospiti, ma alla fine Gregor, con il suo aspetto "ripugnante", fa in modo che i tre uomini lascino la casa per sempre, dopo aver criticato la musica della sorella Grete, a cui Gregor è tanto affezionato.

## Temi
In quest'opera confluiscono più temi che spesso ricorrono nelle opere dell'autore:
- Il rapporto problematico padre-figlio;
- Il senso di angoscia;
- Il senso dell'ambiguità;
- Lo spiazzamento;
- La continua ricerca dell'allegoria e della metafora usate in tutta la loro enigmaticità e ambivalenza;
- L'egoismo e l'ingratitudine come moventi fondamentali del comportamento umano: così, quando Gregor lavora e sostiene la famiglia viene trattato con rispetto, ma quando diventa un peso, questa stessa famiglia non tarda a disprezzarlo e ad accogliere la sua morte con sollievo;
- La ricerca di come l'empatia si basi sulle impressioni e su come una persona è percepita esteriormente.

## Allegoria e interpretazioni
Attraverso la condizione ripugnante del protagonista e la sostanziale incapacità dei parenti di instaurare con lui un rapporto umano, l'autore vuole rappresentare l'emarginazione alla quale il "diverso" viene tragicamente condannato nella società. L'insetto non simboleggerebbe altro che questo "diverso". La metafora dell'insetto rappresenta la dipendenza di Kafka dalla famiglia e la negazione della sua libertà artistico-espressiva nella letteratura. Già in una lettera alla sorella Elli, Kafka aveva definito la famiglia come un "contesto veramente animale", che soffoca la libera espressione dell'individuo con l'egoismo oppressivo di un amore "assurdo e bestiale".
Nonostante la famiglia di Gregor tenti, almeno inizialmente, di mantenere un contatto umano con lo sventurato, si percepisce quasi subito il ribrezzo che suscita in loro la vista della condizione ributtante nella quale egli versa. Nemmeno lo stretto grado di parentela e il ricordo di un passato normale e felice riescono a salvare Gregor dalla condanna alla quale sembra, fin dall'inizio, destinato. Dapprima, scoperta la nuova condizione dell'uomo, i familiari provano raccapriccio; poi paura di avere contatti diretti con esso, tant'è che il poveretto decide di nascondersi, quando gli viene portato il cibo, per non suscitare spavento; poi insofferenza (che si manifesta nel lancio di mele, da parte del padre, a Gregor, che viene gravemente ferito), e infine rassegnazione. Gregor è diventato un peso, i familiari stessi si augurano che muoia. La madre, il padre e la sorella ne sono comprensibilmente affranti, tuttavia sanno che quella è l'unica via di uscita da una situazione divenuta oramai insostenibile.
In occasione della stampa della seconda edizione, adombrando la possibilità di altre interpretazioni del racconto, il 25 ottobre 1915 Kafka scrisse al suo editore Kurt Wolff, che aveva affidato al disegnatore Ottomar Starke il compito di illustrarne la copertina: «Siccome Starke fa illustrazioni concrete, mi è passato per la mente che voglia disegnare magari l'insetto. Questo no, per carità, questo no! Non vorrei limitare il campo della sua competenza, ma rivolgere soltanto una preghiera perché naturalmente io conosco meglio il racconto. Non lo si può fare vedere neanche da lontano. Se questa intenzione non c'è, e quindi la mia preghiera diventa ridicola, tanto meglio. A Lei sarei grato se volesse trasmettere e ottenere il mio desiderio».
Albert Camus, in Il mito di Sisifo, sostiene che la metamorfosi sia una rappresentazione dell'etica della lucidità, che può trasformare facilmente l'uomo in una bestia. Tale interpretazione fa pensare anche al racconto kafkiano come ad un'anticipazione dell'olocausto, anche se certamente il testo trascende una lettura storica peraltro successiva alla scrittura del racconto.

## La genesi dell'opera
Le lettere di Kafka a Felice Bauer, con cui lo scrittore boemo ebbe tra il 1912 e il 1917 una relazione sentimentale dalle alterne vicende, sono fondamentali per capire la genesi e lo sviluppo de La metamorfosi. Dal carteggio veniamo a sapere che la mattina del 17 novembre 1912, dopo aver lavorato fino a tarda notte a Il disperso – romanzo ancora allo stadio di abbozzo e destinato a rimanere incompiuto e a essere pubblicato postumo con il titolo America –, Kafka uscì da un sonno agitato con un'idea fissa che non lo abbandonò e portò alla nascita del libro: che sensazione si proverebbe a risvegliarsi trasformati in un insetto?
Quel giorno stesso, rispondendo a una missiva di Felice, affermò di volere attendere la sera stessa alla stesura di una storia ispirata dal conturbante pensiero. Tuttavia quello che doveva essere un breve racconto rivelò sin dall'inizio una portata ben più vasta e complessa. Solo a inizio dicembre, infatti, annunciava alla donna di avere portato la storia a compimento con la morte del protagonista.
Alla pubblicazione mancavano però ancora quasi tre anni. Kafka riprese in mano Il disperso dandone alle stampe il primo capitolo, mentre solo nel gennaio 1914 tornò ad occuparsi del racconto, correggendolo in vari punti. Dopo ulteriori temporeggiamenti, La metamorfosi comparve per la prima volta sul mensile Die weißen Blätter (I fogli bianchi, ottobre 1915) e due mesi più tardi presso l'editore Kurt Wolff di Lipsia, nella collana Der jüngste Tag (Il giorno del giudizio).

## L'appendice di Karl Brand
L'11 giugno 1916 compariva sul Prager Tagblatt un breve testo intitolato La ritrasformazione di Gregor Samsa (Die Rückverwandlung des Gregor Samsa, edito in Italia da Vitalis Verlag), poche pagine in cui il protagonista del racconto kafkiano, portato fuori dalla città e abbandonato in cima alle immondizie, ritrova una notte le sembianze umane e ritorna in vita, riguadagnando all'alba la città, conscio del fatto che le sofferenze patite lo hanno reso un uomo, pronto a ricominciare il percorso della propria esistenza. Il giovanissimo autore, Karl Brand, nato in Moravia nel 1895, aveva conosciuto Kafka a Praga nelle riunioni letterarie del Caffè Arco. Malato di tubercolosi e impossibilitato a lavorare, iniziò a nutrire una sorta di empatia per il protagonista de La metamorfosi. Tormentato dai sensi di colpa per il proprio pur involontario parassitismo e per i soldi che i genitori dovevano spendere per le cure, pensò di trovare una soluzione in questo tentativo letterario che ebbe, tra gli altri, gli apprezzamenti di Franz Werfel e Johannes Urzidil. Brand morì nel 1917, vinto dalla tubercolosi.

## Traduzioni italiane
Alcune delle traduzioni dell'opera sono state discusse su un articolo dell'Indice dalla germanista Sandra Bosco Coletsos.
- 1932, Valeria Giudice;
- 1934, Rodolfo Paoli; rivista nel 1970 da Ervino Pocar per Vallecchi editore;
- 1966, Emilio Castellani per Garzanti;
- 1975, Anita Rho per Rizzoli;
- 1978, Giorgio Zampa per Feltrinelli;
- 1989, Giuseppe Landolfi Petrone e Maria Martorelli;
- 1990, Giulio Schiavoni per BUR-Rizzoli;
- 1991, Luigi Coppé (rivista nel 1996 da Giulio Raio) per Newton & Compton;
- 1991, Andreina Lavagetto per Feltrinelli;
- 1991, Angiola Codacci-Pisanelli per Casini;
- 1993, Patrizia Zanetti per Demetra;
- 1994, Fermo Giovanni Motta per Guaraldi;
- 1997, Franco Fortini, in Strafen. Punizioni, Einaudi;
- 2004, Christian Kolbe per Edizioni Clandestine;
- 2005, Anna Genni Miliotti per Edizioni della Meridiana;
- 2007,  Gruppo albatros il filo
- 2008, Enrico Ganni per Einaudi;
- 2009, Magda Indiveri per Barbèra;
- 2015, Manuela Boccignone per Vitalis Verlag;
- 2024, Anita Raja, postfazione di Giorgio Vallortigara, Collana Letteratura universale, Venezia, Marsilio, 2024, ISBN 978-88-297-8955-9;
- 2024, Giulio Schiavoni per BURdeluxe-Rizzoli, con le opere di Egon Schiele.

## Influenza culturale

### Nella letteratura
- Nel racconto Samsa innamorato, contenuto nella raccolta Uomini senza donne, lo scrittore giapponese Murakami Haruki immagina che Gregor Samsa si risvegli nuovamente tramutato in essere umano e si innamori di una ragazza gobba.

- Nel libro Giù le zampe, faccia di fontina! di Geronimo Stilton uno degli autori emergenti incontrati da Geronimo si chiama, appunto, Kafka, e il libro da lui presentato è proprio La metamorfosi.

- Nel manga Tokyo Ghoul di Sui Ishida La metamorfosi viene citata dall'autore in particolare nel primo capitolo, e nello svolgimento della storia è possibile notare il parallelismo tra la suddetta e l'opera di Kafka; d'altronde il mangaka ha ammesso di avere letto in passato opere di Kafka.
- Nel 2004 il fumettista americano Peter Kuper ha pubblicato una graphic novel che riprende le vicende del romanzo. In Italia tale opera è stata pubblicata dall'editore Guanda nel 2008, con la traduzione di Alberto Schiavone.[11]